# Damiano Caruso
Damiano Caruso   (Ragusa, 12 d'octubre de 1987) és un ciclista italià, professional des del 2009 i actualment a l'equip Bahrain Victorious.
Al febrer de 2012, el tribunal antidopatge del Comitè Olímpic Nacional Italià va resoldre contra ell una suspensió d'un any per "complicitat de temptativa d'intent d'adquisició de substàncies prohibides", basant-se en uns fets del 2007. Caruso, es va beneficiar d'una sentència clement, tenint en compte la seva cooperació en la investigació. Aquesta suspensió va ser retroactiva: afectant del 6 de desembre de 2010 al 5 de desembre de 2011. Per tant, va poder competir l'any 2012, i va perdre els resultats del 2011.
En el seu palmarès destaca una victòria d'etapa al Giro d'Itàlia de 2021, edició en què finalitzà en la segona posició final.

## Palmarès
- 2005
  - 1r a la Tre Ciclistica Bresciana i vencedor d'una etapa
- 2008
  -  Campió d'Itàlia sub-23 en ruta
- 2009
  - Vencedor d'una etapa del Girobio
- 2013
  - Vencedor d'una etapa de la Setmana Internacional de Coppi i Bartali
- 2020
  - 1r al Circuit de Getxo
- 2021
  - Vencedor d'una etapa al Giro d'Itàlia
  - Vencedor d'una etapa a la Volta Espanya
- 2022
  - 1r al Giro de Sicília i vencedor de 2 etapes
  - Vencedor d'una etapa al Tour d'Antalya
- 2025
  - Vencedor d'una etapa a la Volta a Burgos

### Resultats a la Volta a Espanya
- 2011. 74è de la classificació general
- 2014. 9è de la classificació general
- 2017. 109è de la classificació general
- 2023. 19è de la classificació general
- 2024. No surt a la 7a etapa

### Resultats al Giro d'Itàlia
- 2012. 24è de la classificació general. Vencedor d'una etapa
- 2013. 19è de la classificació general
- 2015. 8è de la classificació general
- 2019. 23è de la classificació general
- 2021. 2n de la classificació general. Vencedor d'una etapa
- 2023. 4t de la classificació general
- 2024. 17è de la classificació general
- 2025. 5è de la classificació general

### Resultats al Tour de França
- 2015. 53è de la classificació general
- 2016. 22è de la classificació general
- 2017. 11è de la classificació general
- 2018. 20è de la classificació general
- 2019. 58è de la classificació general
- 2020. 10è de la classificació general
- 2022. No surt (18a etapa)